# 紫花黄耆
紫花黄耆（学名：Astragalus purdomii）是豆科黄芪属的植物，为中国的特有植物。分布在中国大陆的北部等地，目前尚未由人工引种栽培。